# Francesco Mastriani
Francesco Mastriani (Napoli, 23 novembre 1819 – Napoli, 6 gennaio 1891) è stato uno scrittore italiano, autore di romanzi d'appendice di grande successo. Fu inoltre drammaturgo e giornalista.
Mostrò fin dagli esordi letterari grande attenzione nei confronti delle classi subalterne napoletane. Benché la sua narrativa, pittoresca e consolatoria (ma non corriva), non abbia quasi spessore politico (per lui si è parlato di un generico socialismo cristiano e di «basso romanticismo»), diede un grande contributo alla nascita del meridionalismo e gettò le basi per la nascita del verismo.

## Formazione e cultura
Nacque da agiata famiglia borghese. I suoi genitori erano Filippo M. e Teresa Cava, che aveva avuto già due figli (Vincenzo e Gennaro) da una precedente unione con Raffaele Giardullo; Francesco fu il terzo dei sette figli che la Cava diede a Filippo M. (gli altri erano il primogenito e il secondogenito Giuseppe e Ferdinando, cui seguirono Francesco, appunto, Giovanni, Raffaele, Marianna e Rachele).
La sua formazione letteraria consistette, oltre che nel regolare corso di studi (dal 1825 fu allievo dell'istituto di don Raffaele Farina), nelle più disparate e voraci letture; nel 1835 pare avesse terminato di leggere tutta la biblioteca di classici, tra cui molti francesi e spagnoli, del maestro, 400 volumi; tra le sue letture, non tutte di prim'ordine, si accavallano La nouvelle Eloise di Jean-Jacques Rousseau, I martiri di François-René de Chateaubriand, tutti i romanzi di D'Arlincourt, la Mathilde di Sophie Cottin, le tragedie di Vittorio Alfieri, la Commedia di Dante Alighieri, le opere di William Shakespeare. Nello stesso anno intraprese lo studio del greco e del tedesco.
Tra gli scrittori napoletani, concorsero alla sua formazione Basilio Puoti, Francesco de Sanctis e Saverio Costantino Amato (pel quale ebbe speciale affetto ed ammirazione).
Nel 1836 Teresa Cava morì. Nello stesso anno Mastriani si piegò al volere del padre impiegandosi presso la Società Industriale Partenopea diretta da Carlo Filangieri.

## Qualche anno a Medicina
Nel 1837 si iscrisse alla facoltà di medicina, che avrebbe frequentato per qualche anno, interrompendo tuttavia gli studi per dedicarsi ad un'intensa collaborazione giornalistica con vari giornali, già cominciata alla fine degli anni trenta, ma destinata ad intensificarsi dopo la morte del padre, avvenuta il 21 aprile 1842. In seguito a questo lutto lasciò l'abitazione paterna in via Concezione Montecalvario al numero 52, trasferendosi alla Salita Infrascata (oggi via Salvator Rosa) 271.

## L'impiego alla dogana
Il 30 agosto 1840 aveva conosciuto in casa di un cugino la cugina e futura moglie Concetta Mastriani, con cui si sarebbe fidanzato il 4 agosto 1844, sposandola verosimilmente tra la fine del 1844 e l'inizio del 1845. Nello stesso periodo lasciò la Società Industriale Partenopea, dedicandosi esclusivamente all'insegnamento privato di lingue straniere. Come ricorda Luigi Russo (ne I narratori) la frenetica attività letteraria degli anni seguenti (il figlio e biografo Filippo Mastriani ha censito 900 titoli, di cui 107 romanzi), per cui provvedeva personalmente a procurarsi la ricca e disordinata documentazione necessaria ai suoi romanzi (in questo differenziandosi dagli omologhi scrittori "industriali" d'Oltralpe, che ricorrevano a nègres), non gli avrebbe mai consentito di affrancarsi completamente da un lavoro remunerato, innanzitutto le lezioni private, e poi un modesto impiego alla dogana.

## L'elogio della Serao
Matilde Serao, nel suo articolo commemorativo per la scomparsa del Mastriani (1891), fa compiaciuto riferimento alla sua totale indipendenza dai circoli accademici ed artistici, e all'energia con cui diede vita al proprio smisurato mondo letterario. Nelle ore libere arrotondava il magro stipendio facendo anche da guida turistica per gli stranieri di passaggio, un mezzo per perfezionare e apprendere il francese, l'inglese, il tedesco e lo spagnolo.

## Esordi
Cominciò nel 1837 a scrivere articoli di costume per "Il Sibilo", giornale napoletano "di mode e di teatri" (che cessò la pubblicazione nel 1846). Dopo un profluvio di prose e articoli di costume, nel 1838 stampò su quelle pagine la sua prima opera narrativa, la novella Il diavoletto. Parte della sua prima produzione giornalistica, in particolare quella relativa ai primissimi anni di collaborazione (1837-'39), sarà da lui stesso antologizzata nei due volumi di Novelle Scene Racconti (1869-'70): si tratta di una letteratura ancora sostanzialmente ancorata ai modi di un romanticismo manierato, aperto al bizzarro e al pittoresco. Nel 1845 si trasferisce in un casinetto allo Scudillo, dove, il 27 aprile 1846 vede la luce la primogenita Sofia; qui si dedica alla stesura del primo romanzo, Sotto altro cielo (1847), di genere gotico. Dello stesso 1847 è la pubblicazione di Lazzaro. Racconto, e l'impiego presso la direzione del quotidiano Il Tempo, specialmente come traduttore dal francese e dall'inglese.

## Il teatro
Molto forte, parallelamente, fu l'interesse del Mastriani per il teatro, una passione che coltivò sino alla fine; molto spesso si trattava di rielaborazioni delle sue opere narrative, come nel caso di Vito Bergamaschi, novella in due capitoli per "Il Sibilo", adattata per le scene in collaborazione con Francesco Rubino, rappresentata nel 1840 al Teatro Fiorentini dalla compagnia Monti e Alberti, e stampata (nella sua versione scenica) in volume nel 1841. Un tipico dramma borghese è Un'ora di separazione. Scherzo comico in un atto, pubblicato in data ignota (ma dopo il 1840), la sua prima opera a stampa in volume che sia pervenuta. Altri adattamenti scenici entrarono nel repertorio tipico di alcuni attori, come F. Stella, C. di Mario, il «guappo» Del Giudice. Lo stesso Mastriani, occasionalmente, partecipò alle rappresentazioni in veste d'attore.

## La iettatura
Un ruolo importante ha sempre occupato nella vita dello scrittore il malocchio. Mastriani affronta tra credenze e tradizione nera tutta partenopea il fenomeno con serietà e drammaticità dichiarando che "ci credo, anzi ci stracredo". Contro quello che considera un vero flagello suggerisce gli antidoti che chiama "preservativi" come il corno e il ferro di cavallo. In proposito cita il giureconsulto Nicola Valletta, autore della famosa Cicalata sul fascino volgarmente detto jettatura. Mastriani parla diffusamente della iettatura alla quale dedica un intero capitolo de La cieca di Sorrento. Agli "occhi avvelenatori" il romanziere napoletano attribuisce buona parte delle sue disgrazie (dal colera da cui fu colpito alla morte di tre dei suoi sette figli, agli sfratti, almeno una trentina).

## I traslochi
Questi primi anni sono economicamente i più disagiati. Una costante della vita del Mastriani saranno i numerosi traslochi. Nel 1848 si trasferisce in via Teatro Nuovo al 54; il 16 novembre dello stesso anno, incapace di far fronte alle spese per l'affitto, è costretto ad accettare l'ospitalità del suocero, nella cui casa nasce il figlio Filippo. Entro la fine di quest'anno riesce a trasferirsi con la moglie e i due figli in un casinetto al Vico Lieto a Capodimonte. All'inizio del 1849, essendo l'alloggio troppo angusto, trova una sistemazione meno scomoda alla Salita Tarsia nº 18. I ripetuti cambi di abitazione, almeno una trentina, non finiscono qui.
Una relativa ventata di benessere è rappresentata dalla nomina, nel gennaio 1851, a compilatore del Giornale delle Due Sicilie e de L'ordine, giornale ministeriale. A giugno nasce il figlio Edmondo.

## Verso il romanzo sociale
Sono le opere dove lo scrittore fa le prime denunce sulle problematiche sociali e la diffusa emarginazione dei poveri cristi.

### La cieca di Sorrento
Il Mastriani stampa nel 1852 La cieca di Sorrento, il suo romanzo più noto e ristampato (nel suo secolo e per tutto il Novecento), oscillante tra romanzo d'ambiente borghese e un primo ma sensibile affiorare di tematiche sociali, affrontate con una forte empatia per i deboli e i diseredati. Gli fa seguito Federico Lennois, 2 voll., 1853 (nello stesso anno, il 9 ottobre, un altro figlio vede la luce, Adolfo).

### Il primo noir italiano
Altri romanzi, più o meno su questa scia, in questa fase della carriera del Mastriani sono: Il conte di Castelmoresco (1853, 3 voll.); Il mio cadavere, pubblicato con dispense a puntate (la prima uscì nel dicembre 1851) e nel 1852 in volume dall'editore Rossi di Genova. Il mio cadavere ha importanza storica perché è considerato il primo romanzo noir scritto in Italia; Matteo l'idiota (nel quale il tema sociale diventa preponderante, 1856-'57, 4 voll.); Acaja (1860); La poltrona del diavolo (1861, 3 voll.); il «romanzo comico» Quattro figlie da maritare (1861); e Le anime salvate (1862).
Nel frattempo, nel 1854, era scoppiata un'epidemia di colera, che aveva colpito anche lo scrittore. Ad ottobre ebbe nuovamente bisogno dell'ospitalità del suocero. A dicembre, nuovo trasloco (Santa Teresa degli Spagnuoli). Del 1857 è la dolorosa perdita di Adolfo, l'ultimo nato, all'età di 3 anni e 7 mesi. Nel 1861 i Mastriani si trasferiscono in via Mandato 78.

## La "trilogia socialista"
Feci qualche protesta ad Augusto, il quale seguitò...

- Il meccanismo di questo miracolo - egli disse - sta in questo: quel giovinotto forma parte della paranza o della società...

Non faccia meraviglia di ritrovare anche qui la paranza; e questa mi sembra assai più pericolosa di quelle che si stabiliscono nei camorristi di bassa mano...

Questi camorristi co' guanti paglini si ficcano nelle imprese de' teatri, e prendono aggi scandalosi in su le scritture da essi procurate. Questa classe pericolosa non può vivere che nelle febbrili commozioni del giuoco. Non conoscendo il valore del danaro, perché avvezzi a vedersene le tasche ripiene»
(Francesco Mastriani, I Vermi. La Camorra elegante)
Con la venuta di Garibaldi a Napoli nel 1860, si nota nella letteratura e nel giornalismo locali un forte accentuarsi delle istanze sociali, anche in termini rivendicativi.
Mastriani, in una fase della sua vita non meno critica del solito, giunge al termine della sua lunga evoluzione con una serie di romanzi-saggio, perlopiù organizzati come «nebulose» di episodi indipendenti tenuemente legati tra loro, che costituiscono un imponente ed esaustivo affresco del popolo basso napoletano.
Escludendo La figlia del croato (dopo il 1866) e Un martire (1868-69, 5 voll.), formano un gruppo a sé - non per nulla chiamato «trilogia socialista», benché non siano pensati come corpus unitario - I vermi. Studi storici su le classi pericolose in Napoli (1863-64, 10 voll.), sulla camorra napoletana; Le ombre. Lavoro e miseria (1868), sullo sfruttamento femminile; e il celeberrimo I misteri di Napoli. Studi storico-sociali (1869-70), l'opera più ambiziosa e complessa del Mastriani, oltreché una delle sue più vive.
Il titolo I misteri di Napoli riecheggia I misteri di Parigi di Eugène Sue, ma è più un omaggio ad una moda letteraria che il segno di una vera e propria filiazione. Bisogna ricordare che il romanzo sociale aveva avuto il proprio atto di nascita a Napoli già nel 1839, qualche anno prima dei primi esempi europei (di Benjamin Disraeli e, appunto, di Eugène Sue), che risalgono ai primi anni quaranta, con Ginevra o l'orfana della Nunziata di Antonio Ranieri; immediatamente sequestrato, il romanzo aveva avuto un'enorme circolazione clandestina. Il Mastriani, anche nell'inserzione dell'enorme materiale digressivo, segue maggiormente questo esempio locale rispetto alla coeva letteratura europea.
Non si tratta di romanzi, ma, come recitano i sottotitoli, di studi: tutto quello che c'è di nota di costume o di cronaca è rigorosamente tratto dal vero, e, come confermerà Matilde Serao nel suo articolo di commemorazione per il Corriere di Napoli (9 gennaio 1891), Mastriani non esitava, quando li conosceva, a chiamare i suoi personaggi con i loro veri nomi e cognomi. Anche per questo lo scrittore, noto e regolarmente riconosciuto mentre correva tra l'ufficio della dogana, il tipografo e le case dei "signorini", era additato argutamente come «l'autore dei romanzi di Francesco Mastriani».

## Gli ultimi anni
Con la nascita del meridionalismo il «romanzo-saggio» dalla struttura incerta, capace di profonde indagini ma aperto anche a cadute di gusto e di stile, perde a mano a mano l'interesse del pubblico. Dal 1875 Mastriani (che nel frattempo, dal 1874, ha ottenuto il primo e ultimo impiego fisso della sua vita, come professore di lettere presso il ginnasio "Cirillo" di Aversa) comincia a collaborare con il quotidiano Roma, di Napoli. Si tratta di un periodo fecondissimo di opere quasi tutte sensazionalistiche; inoltre scrive per il teatro Nerone in Napoli. Dramma storico in cinque atti e in versi (1876) e Valentina. Dramma in un prologo e quattro atti (1878), e i romanzi storici Lo zingaro (1870, 2 voll.), Giambattista Pergolesi (1874?), Messalina, La Medea di porta Medina (1882) e Il barcaiuolo di Amalfi (1883).
Questi ultimi anni sono funestati da altre due dolorose perdite, quella del figlio Edmondo (13 novembre 1875) e quella della primogenita Sofia (1878). Nel 1880 si trasferisce alla Strada Fonseca 80; nel 1883 al Palazzo Sant'Agostino alla Sanità 97; tra il 1883 e il 1889 passa dalla Salita Scudillo 4 alla via di Capodimonte alla Penninata San Gennaro dei Poveri 29; il 4 novembre 1889 va in un quartino al Moiariello a Capodimonte, a maggio 1890 torna alla casetta in San Gennaro dei Poveri; in agosto va a Largo Amoretti; il 5 ottobre torna di nuovo a San Gennaro dei Poveri.
Qui, esattamente tre mesi e due giorni dopo, (7 gennaio 1891), muore.
Nel suo corsivo dedicato alla morte dello scrittore Matilde Serao attesta che il Mastriani attese alla compilazione degli ultimi romanzi sul letto di morte. Diversi uscirono postumi: La comare di borgo Loreto (1894), Il figlio del forzato (1906), I delitti di Napoli (1907), La sonnambula di Montecorvino (1915), ecc.

## Fortuna e critica
La qualità simpatica nell'opera di Francesco Mastriani, specialmente nei romanzi scritti con calma, con serenità, nel suo buon tempo, la qualità che più lo fa amare dal pubblico popolare, la qualità che tanti artisti, di lui cento volte migliori, non possiedono, è l'emozione. O voi che mi leggete, rammentate, rammentate nella Cieca di Sorrento, in quella istoria semplice e dolente, la scena in cui il dottor Oliviero Blackmann fa la operazione della cateratta alla infelicissima fanciulla; rammentate il brivido di sgomento e di ansietà, provato da chiunque ha cuore, innanzi al dubbio della riescita e all'agitazione dell'operatore: rammentate il grande grido di salvazione, di ringraziamento, di tenerezza che sgorga dal petto della creatura a cui è stata ridata la vista, e dite se tutti voi, come me, come chiunque ha letto, non ha pianto di quella emozione. E la malinconica figura di Ugo Ferraretti nel Federico Lennois e nel Mio cadavere che languisce e agonizza, circondata da un'aureola di mortale tristezza [...]; e la misera Blandina dei Vermi che emerge da quell'atmosfera di vergogna e di delitto, come una vittima rassegnata [...]; tutte queste figure e tante altre hanno per sé l'attrazione del dolore, hanno per sé la profonda pietà di cui le circonda l'autore, hanno la pietà di chi legge: e non possono essere dimenticate e non può essere dimenticato il libro che le racchiude [...].

Tutti sorrisero, allora, quando Francesco Mastriani, nel solo momento di orgoglio della sua umile esistenza di romanziere, scrisse di aver voluto, prima di Emilio Zola, fare il romanzo popolare, verista, come si diceva: tutti sorrisero alla spacconata del povero don Chisciotte della romanzeria napoletana, ma egli non aveva assolutamente torto. Aveva torto di volersi misurare con Emilio Zola; ma attraverso tutta la rettorica delle sue idee e delle sue narrazioni, attraverso quel concetto ristretto del bene e del male, fiorisce una certa verità popolare che sarà, poi, il punto di partenza onde i sociologi e gli artisti trarranno il grande materiale del romanzo napoletano. Piccola verità popolare, invero, e che consisteva soltanto nel chiamare coi loro veri nomi i tetri frequentatori delle bettole, col loro nome esatto e con la loro topografia i vicoli sordidi e lugubri dove si annida, in Napoli, l'onta, la corruzione, la morte; piccola verità affogata nella frondosità fastidiosa del romanziere che ha cominciato a vedere, ma che non ha forza, coraggio, tempo di vedere molto, di vedere tutto: piccola verità, dirò così, esteriore, che la falsità bonaria del resto annega, ma che è uno spiraglio di luce, attraverso la tenebra, ma che è la fioca lampada nella notte profonda che altri vedrà e che li condurrà alla loro strada, e tutta quanta la verità come è, nuda, schietta, tutta piena di strazio ma non senza conforto.»
(Matilde Serao, dal Corriere di Napoli, Napoli, 7 gennaio 1891)
Francesco Mastriani fu il più popolare degli scrittori napoletani, Benedetto Croce ne La vita letteraria a Napoli dal 1860 al 1900, in La letteratura della nuova Italia, Bari 1915, lo definisce «letto un po' da tutti all'infuori della gente letterata».
L'interesse del Mastriani, infatti, era quasi esclusivamente documentario. Jessie White Mario, nel suo Miseria in Napoli (1877) scrive: «chi vuole apprezzare i lavori del Mastriani deve prima veder Napoli, poi leggerli» (p. 157).
Il primo a trattare dell'opera mastrianesca con una certa autorevolezza fu Federigo Verdinois nei suoi Profili letterari napoletani (Napoli, Morano 1882): fu l'unico tentativo di inquadramento critico durante la sua vita. Verdinois ironizza sul primato vantato dal Mastriani ne I vermi, laddove sostiene di aver preceduto Émile Zola nell'invenzione del naturalismo; ma puntualizza che Mastriani non è un cattivo scrittore (La cieca di Sorrento, secondo lui, poteva passare ancora per un buon romanzo); le sue deficienze devono essere piuttosto imputate alla frettolosità con cui cerca di far fronte agli impegni assunti con gli editori. Gli riconosce, in generale, una certa «bontà degli ingranaggi». Complessivamente «egli è oggi il primo, anzi il solo romanziere italiano, se si può dire che in Italia vi siano romanzieri e romanzi» (p. 200).
Nel gennaio 1891 Matilde Serao ha appena pubblicato il suo romanzo sociale Il paese di cuccagna quando è raggiunta dalla notizia (7 gennaio) della morte del Mastriani. Il 9 gennaio pubblica sul Corriere di Napoli un ricordo affettuoso e commosso del vecchio scrittore, che ella vede come un precursore dell'attuale giornalismo e dell'attuale narrativa di denuncia.
Nel 1894 George Hérelle, traduttore francese di Gabriele D'Annunzio, pubblica sulla "Revue de Paris" un saggio abbastanza articolato sul Mastriani, "Un romancier socialiste à Naples" ("Un romanziere socialista a Napoli").
Nel 1909 Benedetto Croce rivolge agli studiosi italiani l'invito ad occuparsi costruttivamente dell'opera del Mastriani. L'invito, come nota Giuliano Innamorati prefacendo un'edizione recente (1972) de I misteri di Napoli, non si può dire sia stato fino ad oggi raccolto, nonostante l'opera del Mastriani rivesta un grande interesse, non solo per il suo valore storico e documentario, ma anche linguistico: la prosa mastrianea, in contrasto con le condizioni di disperata frettolosità in cui erano compilati i suoi molti lavori, è singolarmente corretta, accurata e ricercata, e mescola, con disinvoltura e non senza eleganza, i più ricercati riboboli toscani con voci e movenze tipicamente napoletane; le descrizioni, a conferma della natura innanzitutto letteraria delle sue opere, sono virtuosistiche e sfoggiate, e richiamano certo realismo barocco. Sempre negli anni settanta Domenico Rea introduce un'edizione (Milano, 1973) de La cieca di Sorrento; hanno avuto ristampe recenti anche Le ombre, La Medea di porta Medina e pochi altri titoli.
Attualmente l'opera del Mastriani è dispersa tra molte biblioteche. Manca una bibliografia esaustiva. Le ricerche svolte a Napoli e nell'Italia meridionale hanno dato risultati deludenti. La più ricca raccolta nota di scritti mastrianeschi era posseduta dalla Biblioteca Nazionale Centrale di Firenze, ma durante l'alluvione del 1966 la gran parte dei testi è andata distrutta.
Come ricorda Napoli Francesco Mastriani? Con uno spazio di una ventina di metri tra due palazzi, che va da via Bernardo Tanucci a via Sant'Eframo Vecchio, senza numeri civici, quindi una strada di fatto inesistente perché non può essere citata.

## Opere

### Romanzi
- 1848,  Sotto altro cielo – Napoli, Salvati-1883
- 1850,  Un destino color di rosa o Fortunato Belcore alla ricerca di una disgrazia Napoli, Rondinella -1866
- 1851,  La cieca di Sorrento – Napoli, Omnibus-1853
- 1851,  Il mio cadavere – Napoli, Tramater-1853
- 1852,  Federico Lennois – Napoli, Tramater-1853
- 1854,  La comare di Borgo Loreto  - Napoli, Salvati-1883
- 1854,  Acaja o il cuore di una giovanetta - Napoli, Salvati-1883
- 1855,  Il Conte di Castelmoresco Armando - Asmodeo di Volterra Napoli, Salvati-1883
- 1856,  Matteo l’idiota – Napoli, Guerrero-1856
- 1857,  Angiolina o La corifea – Napoli, Lombardi-1856
- 1859,  Una figlia nervosa o il mal di nervi - Napoli, Gargiulo-1865
- 1859,  La poltrona del diavolo – Napoli, Salvati-1883
- 1859,  Quattro figlie da maritare - Napoli, Rondinella -1861
- 1862,  Il materialista ovvero I misteri della scienza  - Napoli, Rondinella -1876
- 1863,  I Vermi - Studi storici sulle classi pericolose in Napoli – Napoli, Gargiulo-1867 Napoli, Rondinella-1865
- 1865,  I Lazzari - Romanzo storico - Napoli, Salvati-1883
- 1865,  Le anime gemelle - Romanzo umoristico - Napoli, Rondinella 1865
- 1866,  I figli del lusso o Oro e fango - Storia infernale, seguito dei Vermi – Napoli, Gargiulo-1866
- 1866,  La brutta – Napoli, Gargiulo-1867
- 1867,  La figlia del croato - Romanzo storico  - Napoli, Rondinella-1877
- 1868,  Le Ombre, lavoro e miserie o La figlia del forzato – Napoli, Gargiulo-1868
- 1868,  Eufemia ovvero Il segreto di due amanti – Napoli, Salvati-1883
- 1868,  I vampiri - Romanzo umoristico Napoli, Regina-1879
- 1868,  Una martire – Napoli, Gargiulo-1868
- 1869,  Il figlio del diavolo – Napoli, Salvati-1883
- 1869,  I Misteri di Napoli - Studi storico sociali Napoli, Nobile-1870
- 1870,  Due feste al mercato o Luigia Sanfelice Memorie del 1799 – Napoli, Regina-1876
- 1871,  Lo zingaro – Napoli, Gargiulo-1871
- 1871,  Giovanni d’Austria - Romanzo storico Napoli, Perucchetti-1871
- 1872,  L’ossesso - Cronaca del sec.XVII Napoli, Gargiulo-1872
- 1873,  La contessa di Montès Seguito della Cieca di Sorrento – Napoli, Gargiulo-1869
- 1873,  Arlecchino o Il muratore della Sanità o Ridi buffone – Napoli, Gargiulo-1873
- 1873,  Un muscolo cavo o La trovatella - Studi fisiologici su l’odierna società Napoli, Gargiulo-1876
- 1874,  Giambattista Pergolesi - Romanzo storico Napoli, Rondinella-1874
- 1875,  Nerone in Napoli - Romanzo storico Napoli, Giannini-1875
- 1876,  La catalettica o Il dottor Nereo d’Orsani Napoli, Regina-1878
- 1876,  Jelma o La stella di Federico II di Svevia Romanzo storico – Napoli, Regina-1877
- 1876,  Erodiade – Vallo Lucania, Ierolla-1876
- 1876,  Homuncolo o I gesuiti e il Testamento - Cronaca napoletana del sec.XVII Napoli, Regina-1877
- 1876,  La rediviva - Romanzo contemporaneo Napoli, Gargiulo-1877
- 1877,  Cenere o La sepolta viva-Roma, Pierino-1889
- 1877,  Processo Cordier – Napoli, Regina-1878
- 1877,  Messalina - Romanzo storico Napoli, Romano-1923
- 1878,  Fatum o I drammi di Napoli - Romanzo storico Napoli, Regina-1878
- 1878,  La polizia del cuore - Storie napoletane dei tempi nostri – Napoli, Regina-1879
- 1879,  Le caverne delle Fontanelle - Cronaca del principio di questo secolo - Napoli, Lubrano e Palmieri-1879
- 1879,  La maschera di cera Seguito della Polizia del cuore - Storie napoletane dei tempi nostri - Napoli, Regina-1879
- 1879,  Le due sorelle – Napoli, Regina-1879
- 1879,  Le memorie di una monaca Napoli, Gargiulo-1879
- 1879,  Il Duca di Calabria – Napoli, Regina-1879
- 1879,  Emma o le ricchezze Cronaca del principio di questo secolo Seguito della Caverna delle Fontanelle Napoli, Regina-1879
- 1878,  L’automa o L’eredità del delitto Napoli, Regina-1880
- 1880,  La signora della morte – Napoli, regina-1880
- 1880,  La figlia del muratore o Storia di ogni giorno – Firenze, Salani-1926
- 1880,  Le sorti di due fanciulle - Cronache napoletane del secolo scorso – Napoli, Regina-1880
- 1880,  Il bettoliere di Borgo Loreto o Ciccio il pizzaiuolo – Napoli, Salvati-1880
- 1880,  La spia – Napoli, Salvati-1883
- 1880,  Il fantasma – Napoli, Salvati-1881
- 1881,  Il largo delle baracche – Firenze, Salani-1922
- 1881,  La sonnambula di Montecorvino o Peppe il brigante di Sora-Napoli, Monte-1906
- 1881,  La Medea di Portamedina Napoli, Monte-1911
- 1881,  L’ebreo di Porta Nolana-Napoli, Salvati-1883
- 1882,  Il signor Bruno o Il ratto di Laura Napoli, Salvati-1887
- 1882,  Il barcaiuolo d’Amalfi – Napoli, Salvati-1883
- 1882,  Maddalena ovvero La figlia adottiva seguito del Barcaiuolo d’Amalfi Firenze, Salani-1935
- 1882,  L’assassinio in via Portacarrese a Montecalvario – Dalle appendici del Roma-1882
- 1882,  Il dramma della montagna Napoli, Gargiulo-1887
- 1882,  Giovanni Blondini - Memorie di un artista - Napoli, Salvati, 1882
- 1882,  La pazza di Piedigrotta – Napoli, Salvati-1887 Napoli, Salvati-1887
- 1882,  Karì-Tismé - Memorie di una schiava Dalle appendici del Roma-1883
- 1883,  Caterina la pettinatrice in via Carbonara - Romanzo napoletano – Napoli, Marzano
- 1883,  Una chioma di sangue – Napoli, Salvati-1887
- 1883,  Compar Leonardo da Pontescuro Dalle appendici del Roma-1883
- 1883,  La maledetta o Una passione fatale Napoli, Salvati-1908
- 1883,  Carmela – Dalle appendici del Roma-1883-84; Napoli, Guida-Editori, 2017;
- 1884,  Le due gemelle Dalle appendici del Roma-1884
- 1884,  Il suicida – dalle appendici del Roma-1884
- 1884,  La gente per bene o Schizzi di costumi contemporanei – Romanzo non reperito. Forse si tratta di un rifacimento dei Figli del lusso da identificare con quello intitolato Oro e fango. Storia infernale pubblicato in appendice al Roma
- 1884,  Il cocchiere della Carità  Dalle appendici del Roma-1884
- 1884,  L’orfana del colera Dalle appendici del Roma-1884-85
- 1885,  Lucia la muzzonara Dalle appendici del Roma-1885
- 1885,  Il campanello dei Luizzi - Cronaca napoletana del 1799 Dalle appendici del Roma-1885
- 1885,  Povero cuore! Dalle appendici del Roma-1885
- 1885,  Pasquale il calzolaio del Borgo S.Antonio Abate – Dalle appendici del Roma-1885-86
- 1886,  Bernardina - Seguito di Pasquale il calzolaio Dalle appendici del Roma-1886
- 1886,  La jena delle Fontanelle Dalle appendici del Roma-1886; Napoli, Guida-Editori, 2016
- 1886,  Cosimo Giordano e la sua banda - Episodi di brigantaggio del 1861 Dalle appendici del Roma-188
- 1886,  Il figlio del mare Dalle appendici del Roma-1886-87
- 1887,  Il parricida ovvero il capraio di Ottocalli Dalle appendici del Roma-1887
- 1887,  La figlia del birro ovvero La polizia napoletana sotto il regno di Francesco I Dalle appendici del Roma-1887
- 1887,  L’occhio del morto Dalle appendici del Roma-1887
- 1887,  Fior d’arancio la cantatrice di Mergellina Dalle appendici del Roma-1887-88
- 1888,  Tobia il gobbetto-Seguito di Fior d’arancio Dalle appendici del Roma-1888
- 1888,  I due furieri - Episodi di vita militare Dalle appendici del Roma-1888
- 1888,  Il talamo di morte – Firenze, Salani-1927
- 1888,  Rosella la spigaiola del Pendino Dalle appendici del Roma-1888
- 1889,  Pioggia d’oro Dalle appendici del Roma-1889
- 1889,  Il brindisi di sangue – Napoli, Salvati-1883
- 1889,  Giosuè il marinaio di Pozzuoli - Dalle appendici del Roma-1889
- 1889,  La malavita - Dalle appendici del Roma-1889-90; Napoli, Guida-Editori, 2016
- 1890,  Forza morale – Dalle appendici del Roma-1890
- 1890,  La figlia del boscaiuolo o I mostri della campagna – Dalle appendici del Roma-1890
- 1890,  Il padrone della vetraia all’Arenaccia o Della Pignasecca Dalle appendici del Roma-1890
- 1890,  Paolo Retti - Storia di un genio Dalle appendici del Roma-1890
- 1891,  I delitti dell’eredità Dalle appendici del Roma-1891
- 1891,  La nonna – Dalle appendici del Roma-1891
- 2011,  Il mio cadavere - Versione riscritta con linguaggio aggiornato da Divier Nelli. Trento, Rusconi Libri, collana Gialli Rusconi. ISBN 978-88-18-02746-4
- 2016,  La malavita - Romanzo inedito proposto da Emilio e Rosario Mastriani. Napoli, Guida-Editori, 340 pp.
- 2017, La iena delle Fontanelle - Romanzo inedito proposto da Emilio e Rosario Mastriani. Napoli, Guida-Editori, 370 pp.
- 2017, Carmela - Romanzo inedito proposto da Emilio e Rosario Mastriani. Napoli, Guida-Editori, 353 pp.
- 2017, Rosella la spigaiola del Pendino - Romanzo inedito proposto da Emilio e Rosario Mastriani. Napoli, Guida-Editori, 260 pp..

### Romanzi postumi
- 1892. Delitto impunito. Preceduto dalle memorie dell'autore, per Filippo Mastriani. Napoli, L. D'Angelilli, 255 pp.[7]
- 1893. Il brindisi di sangue. Napoli, Salvati.[8], 150, [2] pp.[7]
- 1906. La figlia del forzato: le ombre. Milano, Soc. Ed. La Milano.[8]
- 1907. I delitti di Napoli (le ombre). Milano, Soc. Ed. La Milano.[8]
- 1915. La sonnambula di Montecorvino. Firenze, Salani.[9]
- 1915. La Medea di porta Medina (1882). Napoli.[8]

### Altri titoli
- Giovanni d'Austria. Romanzo storico. Napoli, F. Perrucchetti, 1871, 4 voll.[7]
- Dolci sorprese. Novella. Napoli, Lezzi, 18??, 128 pp.[7]
- Adolphe Nourrit. Romanzo storico. Roma, Tombolini, 18??, 64 pp.[7]
- Messalina
- Fior d'Arancio la cantatrice di Mergellina
- Caterina la pettinatrice di via Carbonara.
- Peccato originale.
- Il segreto di Olga.
- Vostra figlia è libera!.
- Un fatale errore!.
- Il diavolo zoppo.
- Amore e vendetta.
- Delitto impunito.
- I capricci di Angiolina.

### Teatro
- post 1840. Un'ora di separazione. Scherzo comico in un atto. s. l., s. t.[9]
- 1846. Le assicurazioni sulla vita umana. Commedia.
- circa 1851. Il marito di tela. Commedia in un atto.
- 1876. Nerone in Napoli. Dramma storico in cinque atti e in versi. Napoli, S. De Angelis.[9]
- 1878. Valentina. Dramma in un prologo e quattro atti. Napoli, S. De Angelis.[9]

### Poesia
- 1834. In occasione della morte di Sergio Somarelli.
- 1836. Un sospiro alla memoria di lei.
- 1839. Il canto dell'ebreo.
- 1864. Aspromonte. Sonetto.

### Altri scritti
- 1857; 1866. Una decina di contributi alle due raccolte degli Usi e costumi di Napoli coordinate da Francesco de Bourcard, illustrate da Palizzi e altri.
- 1857. I tredici. Novella.
- 1867. Novelle Scene Racconti. Napoli, G. Rondinella. 2 voll. *1872. L'eruzione vesuviana del 26 aprile 1872. Memorie storiche. Napoli, G. Nobile.[9]
- 1873. La Mastrogiorgeide. Poema postumo. 2 ed. riveduta da Batistin Barbagalin. Messina, Tip. Operai, 44 pp.[7]
- 1878. Elogio funebre di Vittorio Emanuele II primo re d'Italia. Napoli, Tip. R. albergo dei poveri, [...] pp.[7]

### In collaborazione

#### Teatro
- 1841. (con Francesco Rubino). Vito Bergamaschi. Dramma in quattro parti.[7]
- 1841. (con Francesco Rubino). Biancolelli. Dramma.
- 1841. (con Giacomo Cordella). Il non plus ultra. Farsa.

#### Narrativa
- 1882. (con Giacomo Marulli). Giuditta Guastamacchia. Cronaca napolitana del secolo XIX accennata da Francesco Mastriani e raccontata da Giacomo Marulli. Napoli, L. Chiurazzi, 2 voll.[7]